# Belinda Carlisle
Belinda Carlisle (wym. /bɛˈlɪndə ˈkɑrlaɪl/), właściwie Belinda Jo Kurczeski Carlisle (ur. 17 sierpnia 1958 w Hollywood) – amerykańska piosenkarka i aktorka.

## Życiorys
Muzyczną karierę rozpoczęła w 1977 jako perkusistka w zespole The Germs pod pseudonimem Dottie Danger. Popularność zyskała na przełomie lat 70. i 80. jako wokalistka punk rockowego zespołu The Go-Go’s, z którym nagrała przeboje: Head Over Heels, Vacation, Our Lips Are Sealed czy We Got the Beat.
W 1984 roku opuściła zespół i rozpoczęła karierę solową. W 1986 roku wydała debiutancki album, zatytułowany Belinda. Dzięki singlowi Mad About You płyta dotarła do 13. miejsca notowania Billboardu. Album zawierał także dwa inne przeboje: „I Feel the Magic” i „Band of Gold”. Popularność przyniósł jej drugi album Heaven On Earth (1987), który promowała singlami: Circle in the Sand, I Get Weak oraz Heaven Is a Place on Earth. Płyta osiągnęła sukces w Stanach Zjednoczonych, Europie i Australii, była m.in. jedną z pięciu najlepiej się sprzedających albumów w Wielkiej Brytanii. Z przebojem „Heaven Is a Place on Earth” dotarła do pierwszego miejsca na listach przebojów m.in. w USA, Wielkiej Brytanii, Australii i Szwecji.
W 1989 roku wydała album pt. Runaway Horses, który promowała singlami: Summer Rain i Leave a Light on. W 1991 roku wydała płytę pt. Live Your Life Be Free, a w 1993 album pt. Real. Obydwie płyty nie znalazły uznania, co doprowadziło do reaktywacji zespołu The Go-Go’s w 1994 roku. Grupa nie istniała zbyt długo. W 1996 roku znowu zajęła się solową karierą i wydała album pt. A Woman & A Man, który osiągnął sukces na listach przebojów w Wielkiej Brytanii, a single „Into Deep” i „Always Breaking My Heart” dotarły do czołowych miejsc Top 40 UK. Trzy lata później Belinda wydała płytę A Place On Earth – The Greatest Hits.

## Życie prywatne
W 1986 wyszła za Morgana Masona, z którym ma syna Jamesa Duke’a.

## Dyskografia
- 1986: Belinda
- 1987: Heaven on Earth
- 1989: Runaway Horses(inne języki)
- 1991: Live Your Life Be Free
- 1993: Real
- 1996: A Woman & A Man
- 1999: A Place On Earth – The Greatest Hits
- 2006: Voilà
- 2013: Icon[2]

## Single
- 1986: „Mad about you”
- 1986: „I feel the magic”
- 1987: „Heaven is a place on earth”
- 1988: „I get weak”
- 1988: „Circle in the sand”
- 1988: „World withou you”
- 1988: „I feel free”
- 1989: „Leave a light on”
- 1989: „La luna”
- 1990: „Runaway horses”
- 1990: „Vision of you”
- 1990: „Summer rain”
- 1990: „We want the same thing”
- 1991: „Live your life be free”
- 1991: „Do you feel like i feel”
- 1991: „Half the world”
- 1992: „Little black book”
- 1992: „I plead insanity”
- 1993: „Big scary animal”
- 1993: „Lay down your arms”
- 1996: „In too deep”
- 1996: „Always breaking my heart”
- 1997: „Love in the key of c”
- 1997: „California”
- 1998: „I won’t say” (Hercules-movie)
- 1999: „All gods children”
- 2013: „Sun”[2]
- 2023.03.16: „Big big love”

## Filmografia
- 2001: An All-Star Tribute to Brian Wilson jako ona sama
- 1998: An Audience with the Bee Gees jako ona sama
- 1996: Not Fade Away jako ona sama
- 1993: Strzelające gwiazdy jako ona sama
- 1988: Legendary Ladies of Rock & Roll jako ona sama
- 1988: Ona będzie miała dziecko jako epizod
- 1986: Belinda jako ona sama
- 1985: Go-Go’s: Prime Time jako ona sama
- 1984: Go-Go’s: Wild at the Greek jako ona sama
- 1984: Szybka zmiana jako Piosenkarka

## Gościnnie
- 1995-2004: The Drew Carey Show jako ona sama
- 1994: Don’t Forget Your Toothbrush jako ona sama